# Soleneiscus radovani
Soleneiscus radovani är en svampdjursart som beskrevs av Wörheide och Hooper 1999. Soleneiscus radovani ingår i släktet Soleneiscus och familjen Soleneiscidae.
Artens utbredningsområde är havet kring Australien. Inga underarter finns listade i Catalogue of Life.